# Florence Lepron
Florence Lepron (née le 16 janvier 1985 à Nantes) est une joueuse française de basket-ball. Pendant sa carrière, elle joue principalement au poste de meneuse.
Avec l’équipe de France, elle remporte le titre de championne d’Europe lors de l’Euro 2009 et la médaille d’argent aux Jeux olympiques 2012 de Londres.

## Biographie

### Carrière en clubs
Formée dans les équipes de jeunes des Herbiers, elle rejoint le pôle Espoirs de Nantes à l'âge 13 ans et demi. Dès sa deuxième année avec celui-ci, elle rejoint le Cholet Basket pour évoluer avec l'équipe senior qui joue alors en N2. Elle rejoint le Centre fédéral de Toulouse pour une saison avant de rejoindre le Centre fédéral à l'INSEP (Institut national du sport, de l'expertise et de la performance).
À la sortie de celui-ci, elle rejoint le club de Tarbes Gespe Bigorre. Elle y évolue pendant trois saisons. Sa moyenne de points progresse de 2,0 à 11,2 points. Une troisième place en Ligue féminine de basket 2003-2004 lui permet de commencer la saison suivante en Euroligue. Ses statistiques lors de celle-ci sont de 5,9 points, 1,9 rebond et 2,8 passes décisives en 26,4 minutes. La saison suivante, Tarbes dispute l'Eurocoupe, compétition où elle marque 9,6 points, capte 1,9 rebond et délivre 1,6 passe.
Elle rejoint l'un des deux meilleurs clubs français, le CJM Bourges Basket en signant un contrat de trois ans, désireuse de « s'inscrire dans un projet à long terme. ». Elle évolue sur les postes d'arrière ou de meneuse, où elle sert de relais à Céline Dumerc. Pour sa première saison avec les Berruyères, elle apporte 5,1 points, 1,8 passe décisive et 1,8 rebond en 21,8 minutes en Euroligue 2006-2007, compétition où Bourges se qualifie pour le Final Four (finale à quatre). Les Françaises échouent face aux Espagnoles de Ros Casares Valence, qui évoluent à domicile, sur le score de 73 à 59 lors de la demi-finale, avant de s'incliner ensuite lors de la rencontre pour la troisième place. Sur la scène française, Bourges remporte le tournoi de la Fédération mais s'incline en finale de la coupe de France et du championnat. Lors de ces trois finales, l'adversaire est Valenciennes.
Florence Lepron dispute une seconde saison avec Bourges, saison qui se termine comme la précédente par une présence au Final Four de l'Euroligue 2007-2008. Ce sont cette fois les Tchèques de Brno qui privent les Berruyères de finale en l'emportant 90 à 81 après prolongations. Lors de cette saison européenne, ses statistiques sont de 2,9 points, 0,8 passe et 1,8 rebond en 14,7 minutes. Elle ajoute les trois titres français à son palmarès, le tournoi de la Fédération grâce à une victoire sur Valenciennes, la coupe et le championnat face au club de Basket Lattes Montpellier Agglomération.
Condamnée au poste de doublure de Céline Dumerc, elle rompt le contrat la liant avec Bourges pour rejoindre Villeneuve-d'Ascq. Alors qu'elle devait évoluer sur le poste d'arrière, des restrictions budgétaires la conduisent à occuper le poste de meneuse. Sous ses nouvelles couleurs, ses statistiques progressent de 3,8 à 6,9 points, 1,7 à 4,7 passes et 1,6 à 2,3 rebonds. Elle dispute également pour la troisième année consécutive l'Euroligue. Lors de cette saison, ses statistiques sont de 4,3 points, 3,2 passes et 2,7 rebonds en 29,3 minutes.
Toutefois, elle signe avant la fin de la saison un nouveau contrat avec son ancien club de Tarbes. Elle explique son choix par l'ambition du projet tarbais et l'envie de retrouver François Gomez, son ancien entraîneur au Centre fédéral. Tarbes, avec un bilan de deux victoires pour huit défaites, ne parvient pas à franchir le premier tour de l'Euroligue 2009-2010. Durant cette compétition, les statistiques de Lepron sont de 3,8 points, 3,9 passes et 1,1 rebond en 26 minutes. En France, Tarbes termine en tête de la phase régulière. Puis au terme des playoffs, le club tarbais met fin à la domination sur le basket-ball français des clubs de Bourges et Valenciennes en remportant son premier titre de champion de France. Tarbes bat en deux manches son ancien club de Bourges. Lors de cette finale, ses statistiques sont de 1 point et 8 passes lors du match aller et 14 points, 4 passes et 11 rebonds lors de la rencontre retour. Dix jours plus tard, Bourges prend sa revanche en remportant la coupe de France sur le score de 67 à 62.
À l'été 2012, elle quitte Tarbes et annonce prendre un break de plusieurs mois, étant même absente de l'hommage rendu aux Bleues lors de l'Open LFB. Début mars 2013, elle annonce sa retraite sportive, reprenant une formation pour ouvrir un restaurant dans la région toulousaine.

### Carrière en sélections
Florence Lepron remporte sa première médaille internationale avec le titre de championne d'Europe cadettes en 2001. L'année suivante, c'est la Russie qui la prive d'un titre chez les Juniores. En 2003, elle dispute le mondial des 21 ans et moins, compétition où elle remporte une médaille de bronze. En 2004, elle devient vice-championne d'Europe des 20 ans et moins en échouant face à la Russie. Puis elle remporte cette même compétition l'année suivante en ayant des statistiques de 9,9 points, 2,9 passes et 2,8 rebonds en 25,9 minutes. Sa meilleure performance en termes de points a lieu lors de la finale, disputée face à la Pologne : elle réalise 21 points, à 8 sur 17 à deux points et 5 sur 6 aux lancers.

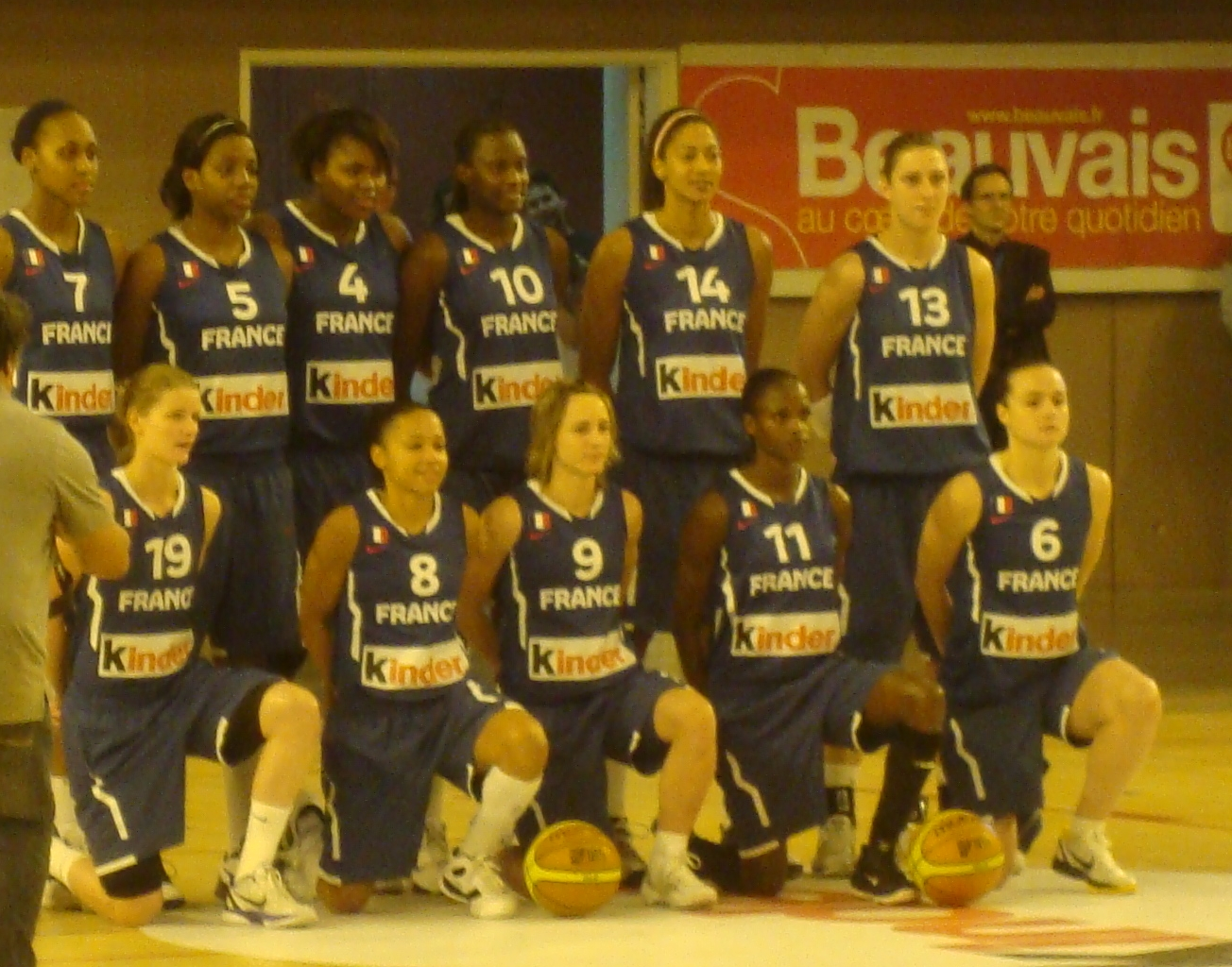
En Équipe de France, en 2011 (numéro 19)

Elle débute avec l'équipe de France lors de l'année 2006. Elle fait partie du groupe qui effectue la préparation du mondial 2006. Sa première sélection a lieu le 6 août 2006 face à Chine. Elle retrouve les Bleues l'année suivante, saison où elle dispute trois nouvelles rencontres et inscrit ses premiers points sous le maillot bleu face à la Lituanie. Toutefois, comme la saison précédente, elle ne fait pas partie de l'effectif qui dispute le championnat d'Europe 2007.
En 2008, elle fait partie des joueuses qui assurent la qualification des Bleues pour le championnat d'Europe 2009. Lors de cette saison 2009, elle fait partie de l'effectif qui se rend en Lettonie. Lors de ce tournoi, elle est particulièrement décisive lors du quart de finale opposant les Françaises aux Grecques en inscrivant le dernier panier, un tir à trois points, qui permet aux Bleues de l'emporter 51 à 49. Durant cette rencontre, elle inscrit 7 points, son meilleur total de la compétition, prend 3 rebonds et délivre 2 passes. La France remporte finalement la compétition en battant en finale la Russie sur le score de 57 à 53. Ses statistiques sur l'Euro sont de 2,3 points, 0,9 passe et 1,3 rebond en 14,3 minutes.
Elle est appelée par Pierre Vincent, le sélectionneur national, dans la sélection des douze joueuses retenues pour disputer le Mondial 2010. Elle s'illustre au premier tour par ses performances défensives face à Evanthía Máltsi (MVP de l'Euro 2009) puis à Diana Taurasi (MVP WNBA 2009).
Dans une compétition terminée à la sixième place après une défaite en quarts de finale face à l'Espagne après prolongation sur le score de 74 à 71 puis face à l'Australie en matche de classement, les statistiques de Florence Lepron sont de 5,8 points, 2,3 rebonds et 1,7 passe décisive.
Le sélectionneur Pierre Vincent fait de nouveau confiance à Florence Lepron lors de l'été 2011 où la France dispute le championnat d'Europe 2011 malgré le retour d'une autre meneuse dans le groupe, Edwige Lawson-Wade. Son temps de jeu est ainsi réduit passant de plus de 22 minutes lors du mondial à un peu plus de 15 minutes. Ses statistiques sur la compétition sont de 1,9 point, 2,1 rebonds et 1,4 passe. Les Françaises ont pour objectif la qualification pour les Jeux olympiques, soit directe, soit par l'intermédiaire d'un tournoi préolympique dont la participation est liée au résultat lors de cet Euro. Elles s'inclinent en demi-finale face à la Turquie mais parviennent ensuite à obtenir une nouvelle médaille européenne en s'imposant face à la République tchèque.
Pierre Vincent reprend le même groupe en 2012, Élodie Godin étant la seule nouvelle par rapport à 2011, d'abord pour le tournoi préolympique disputé en Turquie, puis après avoir obtenues la qualification, aux Jeux olympiques de Londres.

## Clubs

### Formation
- 1994-1999 : Les Herbiers
- 1999-2000 : Cholet
- 2000-2001 : Centre fédéral de Toulouse (NF2)

### Haut niveau
| Saisons   | Équipe               | Pays   |
| 2001-2003 | Centre fédéral (NF1) | France |
| 2003-2006 | Tarbes GB            | France |
| 2006-2008 | CJM Bourges Basket   | France |
| 2008-2009 | Villeneuve-d'Ascq    | France |
| 2009-2012 | Tarbes GB            | France |

## Palmarès

### Équipe de France

#### Sénior
- Médaille d’argent aux Jeux olympiques 2012 de Londres
- Championne d’Europe 2009 à Rīga (Lettonie)
- 3e au championnat d’Europe 2011[30]

#### Jeune
- Championne d’Europe des 20 ans et moins (espoir) : 2005
- Vice-championne d’Europe des 20 ans et moins (espoir) : 2004
- 3e au Mondial des 20 ans et moins (espoir) : 2003
- Vice-championne d’Europe des 18 ans et moins (juniors) : 2002
- Championne d’Europe Cadettes : 2001

### Club
Compétitions internationales 
- Final Four de l'Euroligue : 2007, 2008

 Compétitions nationales 
- Championne de France : 2008, 2010
- Vainqueur du Tournoi de la Fédération : 2007, 2008
- Vainqueur de la Coupe de France : 2008
- Finaliste du Championnat de France de basket-ball : 2007
- Finaliste de la Coupe de France : 2007

### Distinction personnelle
- Chevalier de l'ordre national du Mérite en 2013[31]